# Sidi Akkacha
Sidi Akkacha är en ort i Algeriet.   Den ligger i provinsen Chlef, i den norra delen av landet, 160 km väster om huvudstaden Alger. Sidi Akkacha ligger 120 meter över havet och antalet invånare är 26 558.
Terrängen runt Sidi Akkacha är huvudsakligen kuperad, men åt sydväst är den platt. Sidi Akkacha ligger nere i en dal.Runt Sidi Akkacha är det ganska tätbefolkat, med 207 invånare per kvadratkilometer. Närmaste större samhälle är Ténès, 5,1 km norr om Sidi Akkacha. Trakten runt Sidi Akkacha består till största delen av jordbruksmark.